# Мостеннінг
Мостеннінг (нім. Moosthenning) — громада в Німеччині, знаходиться в землі Баварія. Підпорядковується адміністративному округу Нижня Баварія. Входить до складу району Дінгольфінг-Ландау.
Площа — 70,40 км2. Населення становить 4933 ос. (станом на 31 грудня 2020).